# بيري إديكسون
بيري إديكسون (بالإنجليزية: Perry Adkisson)‏ كان مستشارًا لنظام جامعة تكساس إيه آند إم. يشتهر عمله الأكاديمي بأبحاثه حول أساليب الإدارة المتكاملة للآفات والتي سمحت بتقليل استخدام المبيدات الحشرية بنسبة 50٪ في الزراعة الأمريكية.
بدأ حياته المهنية كأستاذ لعلم الحشرات في جامعة تكساس إيه آند إم. أصبح فيما بعد رئيسًا للقسم، ثم أصبح مستشارًا. كجزء من مشروع Huffaker، وهو مشروع تعاوني بين عدة جامعات ووكالات حكومية، انضم إديكسون مع راي سميث من جامعة كاليفورنيا لمواصلة أبحاثهم المماثلة في مجال المكافحة المستدامة للحشرات، مما أدى إلى ما يعرف الآن باسم متكامل إدارة الآفات. وقد حصلوا على جائزة الغذاء العالمية في عام 1997 عن هذا الإنجاز. حصل إديكسون أيضًا على جائزة وولف في الزراعة في 1994.